# مراكمة تفاضلية
المراكمة التفاضلية نهج لتحليل التنمية والأزمات الرأسمالية، وربط عمليات الاندماج والاستحواذ والركود والعولمة كوجهات متكاملة للمراكمة. طور جوناثان نيتسان وشيمشون بيكلر هذا المفهوم.
يؤكد مفهوم المراكمة التفاضلية على الدافع القوي لمجموعات رأس المال المهيمنة للتغلب على المستوى المتوسط وتجاوز المعدل الطبيعي للعوائد. يرتبط هذا المفهوم بتعريف رأس المال على أنه فئة اجتماعية وليس فئة مادية (كما يراها المفكرون النيوكلاسيكيون). «الرأسمالية ليست نظامًا اقتصاديًا، إنما هي نظام اجتماعي كامل، وبالتالي يجب أن يكون لفئتها الرئيسية من رأس المال تعريف «شامل»».

## أنظمة المراكمة
يمكن للشركة زيادة أرباحها من خلال «الاتساع» عبر إضافة المزيد من الموظفين إلى صفوفها. على عكس ذلك، يمكن للشركة أن تسعى إلى «العمق» من خلال تحقيق أرباح أعلى مقابل كل موظف لديها. يمكن تقسيم كل طريق للاتساع أو العمق إلى السعي للمراكمة التفاضلية من خلال وسائل «داخلية» أو «خارجية». يعطينا هذا الأمر أربع فئات من المراكمة التفاضلية: الاتساع الداخلي عن طريق الاندماج (شراء شركات أخرى أو الانضمام إليها)، الاتساع الخارجي من خلال الاستثمارات الجديدة (بناء مصانع جديدة)، العمق الداخلي من خلال خفض التكاليف (جعل العمال يعملون بجد أكبر أو إيجاد طرق لخفض أسعار المدخلات)، والعمق الخارجي من خلال الركود التضخمي (رفع الأسعار أسرع من المنافسين).

### ديناميكيات الأنظمة
توصل نيتسان وبيشلر إلى العديد من الاستنتاجات العريضة. من بين الأنظمة الأربعة ، نجد أن أهمها هما الاندماج والركود  التضخمي، اللذان بمبلان إلى التذبذب عكسيًا. على المدى البعيد، ينمو الاندماج بشكل كبير مقارنة بالاستثمار في مجالات جديدة، ما يساهم في ركود الرأسمالية الحديثة. يعكس نمط الاندماجات والاستحواذات الذي يشبه الموجة الانقسام التدريجي لـ «المغلفات» الاجتماعية والاقتصادية، حيث يتحرك رأس المال المسيطر من خلال الاندماج المتتالي على المستوى الصناعي والقطاعي والوطني، وأخيرًا على المستوى العالمي. بهذا المعنى، يجادل نيتسان وبيشلر بأن موجة الاندماج العالمية الحالية هي جزء لا يتجزأ من المراكمة التفاضلية. تميل فترات الهدوء الدورية في الاندماج إلى التعويض عن الركود التضخمي، الذي يظهر أزمة على المستوى المجتمعي، لكنه يساهم بشكل كبير في المراكمة التفاضلية على المستوى التفصيلي. إذن، يمكن أن تؤدي نهاية طفرة الاندماج العالمية الحالية إلى حدوث ركود تضخمي عالمي. حُلّت أزمات الركود التضخمي سابقًا عندما كسر رأس المال المهيمن غلافه الحالي، ما دفع إلى الاندماج في عالم أوسع من أهداف الاستحواذ. ولأنه لا يوجد شيء آخر يمكن التغلب عليه خارج الظرف العالمي، يجادل نيتسان وبيشلر بأنه قد يكون أصعب علينا السيطرة على أزمات الركود التضخمي المستقبلية.

## الركود التضخمي في أنظمة المراكمة التفاضلية
ترى نظرية المراكمة التفاضلية أنها تتذبذب بشكل عكسي مع الفترات التي تكون فيها عمليات الاندماج والاستحواذ مهيمنة كإستراتيجية رئيسية لمجموعات رأس المال المهيمنة «للتفوق على السوق» أو تجاوز متوسط معدل العائد العادي على الاستثمارات. إذا حاول الكثير من الناس «تحطي المتوسط»، سينتج خلل في السوق. يساهم الركود التضخمي، الذي يظهر أزمة على المستوى المجتمعي، بشكل كبير في المراكمة التفاضلية على المستوى التفصيلي، أي أن مجموعات رأس المال المهيمنة تراكم الأرباح أو رأس المال أسرع من الشركات الصغيرة. منذ القرن العشرين، كانت مجموعة رأس المال المهيمنة التي استفادت من الركود التضخمي «تحالف الأسلحة البترودولارية» خلال فترات أزمات الشرق الأوسط وارتفاع أسعار النفط. تأرجحت هذه الفترات بين «السلام» النسبي الذي كانت خلاله عمليات الاندماج والاستحواذ هي الاستراتيجية السائدة لتخطي المتوسط.